# Neomyia merui
Neomyia merui är en tvåvingeart som först beskrevs av Zielke 1973.  Neomyia merui ingår i släktet Neomyia och familjen husflugor.
Artens utbredningsområde är Tanzania. Inga underarter finns listade i Catalogue of Life.